# John Peers
John Peers (ur. 25 lipca 1988 w Melbourne) – australijski tenisista, zwycięzca Australian Open 2017 w grze podwójnej i US Open 2022 w grze mieszanej, złoty medalista igrzysk olimpijskich z Paryża (2024) w grze podwójnej oraz brązowy medalista igrzysk olimpijskich z Tokio (2020) w grze mieszanej, reprezentant kraju w Pucharze Davisa.

## Kariera tenisowa
Karierę zawodową Peers rozpoczął w 2011 roku, skupiając swoje umiejętności głównie na grze podwójnej, w której zwyciężył w 30 turniejach kategorii ATP Tour spośród 50 rozegranych finałów. Pod koniec stycznia 2017 został zwycięzcą Australian Open, partnerując Henriemu Kontinenowi. W finale para ta pokonała Boba i Mike’a Bryanów 7:5, 7:5.
Od kwietnia 2018 roku jest reprezentantem Australii w Pucharze Davisa.
W 2016 roku zagrał w konkurencjach debla i miksta na igrzyskach olimpijskich w Rio de Janeiro, ponosząc porażki w 1. rundach. Cztery lata później na igrzyskach w Tokio ponownie odpadł w pierwszej rundzie gry podwójnej, w grze mieszanej natomiast wspólnie z Ashleigh Barty zdobył brązowy medal. Mecz o udział w finale przegrali z parą Anastasija Pawluczenkowa–Andriej Rublow, natomiast pojedynek o medal brązowy wygrali po walkowerze pary Nina Stojanović–Novak Đoković. W 2024 roku wystąpił na igrzyskach olimpijskich w Paryżu w deblu, w którym razem z Matthew Ebdenem zdobyli złoty medal, pokonując w finale Austina Krajicka i Rajeeva Rama 6:7(6), 7:6(1), 10–8.
We wrześniu 2022 odniósł zwycięstwo w mikście podczas US Open, partnerując Storm Sanders, z którą w finale pokonał parę Kirsten Flipkens–Édouard Roger-Vasselin 4:6, 6:4, 10–7. W styczniu 2025 Peers został mistrzem razem z Olivią Gadecki gry mieszanej Australian Open, w finale wygrywając z Kimberly Birrell i Johnem-Patrickem Smithem 3:6, 6:4, 10–6.
Sezony 2016 i 2017 kończył z Henrim Kontinenem jako debel nr1 w światowym rankingu.
W rankingu gry pojedynczej Peers najwyżej był na 456. miejscu (11 czerwca 2012), a w klasyfikacji gry podwójnej na 2. pozycji (3 kwietnia 2017).

### Finały w turniejach ATP Tour
| Legenda                                      |
| -------------------------------------------- |
| Wielki Szlem                                 |
| Igrzyska olimpijskie                         |
| Tennis Masters Cup / ATP Finals              |
| ATP Masters Series / ATP Tour Masters 1000   |
| ATP International Series Gold / ATP Tour 500 |
| ATP International Series / ATP Tour 250      |

#### Gra podwójna (30–20)
| Końcowy wynik | Nr  | Data                 | Turniej                    | Nawierzchnia  | Partner          | Przeciwnicy                          | Wynik finału         |
| ------------- | --- | -------------------- | -------------------------- | ------------- | ---------------- | ------------------------------------ | -------------------- |
| Zwycięzca     | 1.  | 14 kwietnia 2013     | Houston                    | Ceglana       | Jamie Murray     | Bob Bryan Mike Bryan                 | 1:6, 7:6(3), 12–10   |
| Zwycięzca     | 2.  | 28 lipca 2013        | Gstaad                     | Ceglana       | Jamie Murray     | Pablo Andújar Guillermo García-López | 6:3, 6:4             |
| Zwycięzca     | 3.  | 29 września 2013     | Bangkok                    | Twarda (hala) | Jamie Murray     | Tomasz Bednarek Johan Brunström      | 6:3, 3:6, 10–6       |
| Finalista     | 1.  | 6 października 2013  | Tokio                      | Twarda        | Jamie Murray     | Rohan Bopanna Édouard Roger-Vasselin | 6:7(5), 4:6          |
| Zwycięzca     | 4.  | 4 maja 2014          | Monachium                  | Ceglana       | Jamie Murray     | Colin Fleming Ross Hutchins          | 6:4, 6:2             |
| Finalista     | 2.  | 15 czerwca 2014      | Londyn                     | Trawiasta     | Jamie Murray     | Alexander Peya Bruno Soares          | 6:4, 6:7(4), 4–10    |
| Finalista     | 3.  | 23 sierpnia 2014     | Winston-Salem              | Twarda        | Jamie Murray     | Juan Sebastián Cabal Robert Farah    | 3:6, 4:6             |
| Finalista     | 4.  | 28 września 2014     | Kuala Lumpur               | Twarda (hala) | Jamie Murray     | Marcin Matkowski Leander Paes        | 6:3, 6:7(5), 5–10    |
| Zwycięzca     | 5.  | 11 stycznia 2015     | Brisbane                   | Twarda        | Jamie Murray     | Ołeksandr Dołhopołow Kei Nishikori   | 6:3, 7:6(4)          |
| Finalista     | 5.  | 15 lutego 2015       | Rotterdam                  | Twarda (hala) | Jamie Murray     | Jean-Julien Rojer Horia Tecău        | 6:3, 3:6, 8–10       |
| Finalista     | 6.  | 26 kwietnia 2015     | Barcelona                  | Ceglana       | Jamie Murray     | Marin Draganja Henri Kontinen        | 3:6, 7:6(6), 9–11    |
| Finalista     | 7.  | 11 lipca 2015        | Wimbledon, Londyn          | Trawiasta     | Jamie Murray     | Jean-Julien Rojer Horia Tecău        | 6:7(5), 4:6, 4:6     |
| Zwycięzca     | 6.  | 2 sierpnia 2015      | Hamburg                    | Ceglana       | Jamie Murray     | Juan Sebastián Cabal Robert Farah    | 2:6, 6:3, 10–8       |
| Finalista     | 8.  | 12 września 2015     | US Open, Nowy Jork         | Twarda        | Jamie Murray     | Pierre-Hugues Herbert Nicolas Mahut  | 4:6, 4:6             |
| Finalista     | 9.  | 25 października 2015 | Wiedeń                     | Twarda        | Jamie Murray     | Łukasz Kubot Marcelo Melo            | 6:4, 6:7(3), 6–10    |
| Finalista     | 10. | 1 listopada 2015     | Bazylea                    | Twarda (hala) | Jamie Murray     | Alexander Peya Bruno Soares          | 5:7, 5:7             |
| Zwycięzca     | 7.  | 10 stycznia 2016     | Brisbane                   | Twarda        | Henri Kontinen   | James Duckworth Chris Guccione       | 7:6(4), 6:1          |
| Zwycięzca     | 8.  | 1 maja 2016          | Monachium                  | Ceglana       | Henri Kontinen   | Juan Sebastián Cabal Robert Farah    | 6:3, 3:6, 10–7       |
| Zwycięzca     | 9.  | 17 lipca 2016        | Hamburg                    | Ceglana       | Henri Kontinen   | Daniel Nestor Aisam-ul-Haq Qureshi   | 7:5, 6:3             |
| Finalista     | 11. | 16 października 2016 | Szanghaj                   | Twarda        | Henri Kontinen   | John Isner Jack Sock                 | 4:6, 4:6             |
| Zwycięzca     | 10. | 6 listopada 2016     | Paryż                      | Twarda (hala) | Henri Kontinen   | Pierre-Hugues Herbert Nicolas Mahut  | 6:4, 3:6, 10–6       |
| Zwycięzca     | 11. | 20 listopada 2016    | Londyn                     | Twarda (hala) | Henri Kontinen   | Raven Klaasen Rajeev Ram             | 2:6, 6:1, 10–8       |
| Zwycięzca     | 12. | 28 stycznia 2017     | Australian Open, Melbourne | Twarda        | Henri Kontinen   | Bob Bryan Mike Bryan                 | 7:5, 7:5             |
| Zwycięzca     | 13. | 6 sierpnia 2017      | Waszyngton                 | Twarda        | Henri Kontinen   | Łukasz Kubot Marcelo Melo            | 7:6(5), 6:4          |
| Zwycięzca     | 14. | 8 października 2017  | Pekin                      | Twarda        | Henri Kontinen   | John Isner Jack Sock                 | 6:3, 3:6, 10–7       |
| Zwycięzca     | 15. | 15 października 2017 | Szanghaj                   | Twarda        | Henri Kontinen   | Łukasz Kubot Marcelo Melo            | 6:4, 6:2             |
| Zwycięzca     | 16. | 19 listopada 2017    | Londyn                     | Twarda (hala) | Henri Kontinen   | Łukasz Kubot Marcelo Melo            | 6:4, 6:2             |
| Zwycięzca     | 17. | 7 stycznia 2018      | Brisbane                   | Twarda        | Henri Kontinen   | Leonardo Mayer Horacio Zeballos      | 3:6, 6:3, 10–2       |
| Zwycięzca     | 18. | 24 czerwca 2018      | Londyn                     | Trawiasta     | Henri Kontinen   | Jamie Murray Bruno Soares            | 6:4, 6:3             |
| Zwycięzca     | 19. | 12 sierpnia 2018     | Toronto                    | Twarda        | Henri Kontinen   | Raven Klaasen Michael Venus          | 6:2, 6:7(7), 10–6    |
| Finalista     | 12. | 27 stycznia 2019     | Australian Open, Melbourne | Twarda        | Henri Kontinen   | Pierre-Hugues Herbert Nicolas Mahut  | 4:6, 6:7(1)          |
| Zwycięzca     | 20. | 16 czerwca 2019      | Stuttgart                  | Trawiasta     | Bruno Soares     | Rohan Bopanna Denis Shapovalov       | 7:5, 6:3             |
| Zwycięzca     | 21. | 29 lutego 2020       | Dubaj                      | Twarda        | Michael Venus    | Raven Klaasen Oliver Marach          | 6:3, 6:2             |
| Zwycięzca     | 22. | 27 września 2020     | Hamburg                    | Ceglana       | Michael Venus    | Ivan Dodig Mate Pavić                | 6:3, 6:4             |
| Zwycięzca     | 23. | 25 października 2020 | Antwerpia                  | Twarda (hala) | Michael Venus    | Rohan Bopanna Matwé Middelkoop       | 6:3, 6:4             |
| Zwycięzca     | 24. | 22 maja 2021         | Genewa                     | Ceglana       | Michael Venus    | Simone Bolelli Máximo González       | 6:2, 7:5             |
| Finalista     | 13. | 20 czerwca 2021      | Londyn                     | Trawiasta     | Reilly Opelka    | Pierre-Hugues Herbert Nicolas Mahut  | 4:6, 5:7             |
| Finalista     | 14. | 3 października 2021  | San Diego                  | Twarda        | Filip Polášek    | Joe Salisbury Neal Skupski           | 6:7(2), 6:3, 5–10    |
| Zwycięzca     | 25. | 16 października 2021 | Indian Wells               | Twarda        | Filip Polášek    | Asłan Karacew Andriej Rublow         | 6:3, 7:6(5)          |
| Zwycięzca     | 26. | 15 stycznia 2022     | Sydney                     | Twarda        | Filip Polášek    | Simone Bolelli Fabio Fognini         | 7:5, 7:5             |
| Finalista     | 15. | 31 lipca 2022        | Atlanta                    | Twarda        | Jason Kubler     | Thanasi Kokkinakis Nick Kyrgios      | 6:7(4), 5:7          |
| Finalista     | 16. | 14 sierpnia 2022     | Montreal                   | Twarda        | Daniel Evans     | Wesley Koolhof Neal Skupski          | 2:6, 6:4, 6–10       |
| Finalista     | 17. | 23 października 2022 | Neapol                     | Twarda        | Matthew Ebden    | Ivan Dodig Austin Krajicek           | 3:6, 6:1, 8–10       |
| Zwycięzca     | 27. | 25 czerwca 2023      | Halle                      | Trawiasta     | Marcelo Melo     | Simone Bolelli Andrea Vavassori      | 7:6(3), 3:6, 10–6    |
| Finalista     | 18. | 3 października 2023  | Astana                     | Twarda (hala) | Mate Pavić       | Nathaniel Lammons Jackson Withrow    | 6:7(4), 6:7(7)       |
| Finalista     | 19. | 6 kwietnia 2024      | Houston                    | Ceglana       | William Blumberg | Max Purcell Jordan Thompson          | 5:7, 1:6             |
| Finalista     | 20. | 28 czerwca 2024      | Eastbourne                 | Trawiasta     | Matthew Ebden    | Neal Skupski Michael Venus           | 6:4, 6:7(2), 9–11    |
| Zwycięzca     | 28. | 3 sierpnia 2024      | Paryż                      | Ceglana       | Matthew Ebden    | Austin Krajicek Rajeev Ram           | 6:7(6), 7:6(1), 10–8 |
| Zwycięzca     | 29. | 27 października 2024 | Bazylea                    | Twarda (hala) | Jamie Murray     | Wesley Koolhof Nikola Mektić         | 6:3, 7:5             |
| Zwycięzca     | 30. | 9 listopada 2024     | Belgrad                    | Twarda (hala) | Jamie Murray     | Ivan Dodig Skander Mansouri          | 3:6, 7:6(5), 11–9    |

#### Gra mieszana (2–0)
| Końcowy wynik | Nr | Data             | Turniej            | Nawierzchnia | Partnerka      | Przeciwnicy                             | Wynik finału   |
| ------------- | -- | ---------------- | ------------------ | ------------ | -------------- | --------------------------------------- | -------------- |
| Zwycięzca     | 1. | 10 września 2022 | US Open, Nowy Jork | Twarda       | Storm Sanders  | Kirsten Flipkens Édouard Roger-Vasselin | 4:6, 6:4, 10–7 |
| Zwycięzca     | 2. | 24 stycznia 2025 | Australian Open    | Twarda       | Olivia Gadecki | Kimberly Birrell John-Patrick Smith     | 3:6, 6:4, 10–6 |